# Чохонелидзе, Григорий Николаевич
Григорий Николаевич Чохонелидзе (1926, ССР Грузия) — бригадир плотников строительного управления «Чиатурстрой» треста № 8 «Чиатурмарганстрой» Министерства строительства Грузинской ССР. Герой Социалистического Труда (1971).

## Биография
Родился в 1926 году в крестьянской семье предположительно в селе Цахи Амбролаурского района. Трудовую деятельность начал в годы Великой Отечественной войны. В послевоенные годы трудился в строительной бригаде. В последующие годы — бригадир плотников строительного управления «Чиатурстрой» в городе Чиатура. По итогам работы в годы Семилетки (1959—1965) награждён Орденом Трудового Красного Знамени.
Бригада под его руководством ежегодно показывала высокие трудовые результаты. Досрочно выполнила плановые задания Восьмой пятилетки (1966—1970), заняв передовое место в социалистическом соревновании среди строительных коллективов треста «Чиатурстрой» и Министерства строительства Грузинской ССР. Указом Президиума Верховного Совета СССР от 7 мая 1971 года удостоен звания Героя Социалистического Труда за «выдающиеся производственные успехи в выполнении заданий пятилетнего плана» с вручением ордена Ленина и золотой медали «Серп и Молот» (№ 15541).
После выхода на пенсию проживал в городе Чиатура. С 1987 года — персональный пенсионер союзного значения.
Награды
- Герой Социалистического Труда
- Орден Ленина
- Орден Трудового Красного Знамени (02.04.1966)